# Tabanus szechenyianus
Tabanus szechenyianus är en tvåvingeart som beskrevs av Szilady 1926. Tabanus szechenyianus ingår i släktet Tabanus och familjen bromsar. Inga underarter finns listade i Catalogue of Life.